# بيتر كروكنبيرغ
بيتر كروكنبيرغ (بالألمانية: Peter Krukenberg)‏ هو عالم أمراض ألماني، ولد في 14 فبراير 1787 في كونيغسلوتر في ألمانيا، وتوفي في 13 ديسمبر 1865 في هاله في ألمانيا.